# دكروة
الدكروة (الاسم العلمي: Dichroa) هي جنس من النباتات تتبع الفصيلة الهدرانجية من رتبة القرانيات.

## أنواع الدكروة
- دكروة ثلاثية القلم
- دكروة خماسية الأسدية
- دكروة دمنغشانية
- دكروة رخوة
- دكروة شومانية
- دكروة صغيرة الأزهار
- دكروة فلبينية
- دكروة مانعة للحمى
- دكروة مبرقشة
- دكروة مسطحة الأوراق
- دكروة هلبية
- دكروة ياوشانية
- دكروة يونانية
- دكروة حرجية
- دكروة رمادية مزرقة
- دكروة سيانية
- دكروة هنرية